# Lennart Nordbeck
Lennart Verner Nordbeck, född 12 oktober 1932 i Engelbrekts församling i Stockholms stad, är en svensk ämbetsman.

## Biografi
Nordbeck avlade juris kandidat-examen vid Lunds universitet 1959, varpå han gjorde tingstjänstgöring 1960–1962 och var anställd vid länsstyrelsen i Malmöhus län 1963–1965. Han var föredragande i Regeringsrätten 1966–1967 och sakkunnig i Försvarsdepartementet 1967–1970, varpå han var förste länsassessor vid länsstyrelsen i Jönköpings län 1971–1977, kammarrättsråd vid Kammarrätten i Jönköping 1977–1987, konsult för Domstolsverket 1978–1979 och kammarrättslagman vid Kammarrätten i Göteborg 1987–1997. Därefter hade Nordbeck utredningsuppdrag för Försvarsdepartementet och  Civildepartementet.
Lennart Nordbeck är son till Stig Nordbeck och Anne-Marie Modig. Han är bror till Gunnar Nordbeck och halvbror till Peter Nordbeck. Han gifte sig 1971 med Elisabet Palmér (född 1934).